# Afghanistans præsident
Den Islamiske Republik Afghanistans præsident var et embede, der var Den Islamiske Republik Afghanistans statsoverhoved og regeringsleder fra 2004 til 2021. Præsidenten var også øverstbefalende for militæret.
Før embedet som præsident for Den Islamiske Republik Afghanistan blev oprettet i 2004, havde Afghanistan været en republik fra 1973 til 1992 og igen fra 2001. Før 1973 var landet et monarki. Den 15. august 2021, da Taliban indtog Kabul, flygtede præsident Ashraf Ghani fra Afghanistan og tog ophold i de Forenede Arabiske Emirater.

## Valgproces
Præsidenten valgtes ved direkte valg. Embedsperioden var på fem år, og præsidenten kunne kun genvælges én gang. Præsidenten havde kontor i Præsidentpaladset i Kabul.

## Historie
Aghanistans præsident fra 2014 til 2021 var Ashraf Ghani. Ghani havde i sin præsidentperiode forgæves forsøgt at etablere en fredsproces med Taliban. Kort forinden Kabul blev overtaget af Taliban-styrker den 15. august 2021, tog Ghani flugten fra Afghanistan og forlod sit land i kaos.

## Liste over Afghanistans præsidenter

### Nulevende tidligere præsidenter
- Nulevende tidligere præsidenter
- Sibghatullah Mojaddedi
født 21. april 1925 (99 år) 
 Præsident april–juni 1992
- Hamid Karzai
født 24. december 1957 (67 år) 
 Præsident 2001–2014
- Ashraf Ghani
født 19. maj 1949 (75 år) 
 Præsident 2014–2021